# Scotorepens sanborni
Scotorepens sanborni — вид ссавців родини лиликових. 

## Проживання, поведінка
Країни поширення: Австралія (Північна територія, Квінсленд, Західна Австралія), Індонезія (Іріан-Джая), Папуа Нова Гвінея. Зустрічається від рівня моря до 2200 м над рівнем моря в Новій Гвінеї, але зазвичай знаходиться нижче 100 м над рівнем моря. Цей вид був записаний у низинних вологих тропічних лісах, склерофільних лісах, прибережних лісах і саванах. Харчується вздовж річок і країв тихих бухт, вздовж шляхів і доріг, навколо джерел світла в міських районах. Лаштує сідала в дуплах дерев і будівлях. Колонії можуть складатися з від кількох до кількох сотень тварин. Самиці народжують одного або двох малят. 

## Загрози та охорона
Здається, немає серйозних загроз для цього виду. Вид був записаний у багатьох охоронних територіях.